# Valeriu Tița
Valeriu Tiţa (Drobeta-Turnu Severin, 22 aprile 1966) è un allenatore di calcio ed ex calciatore rumeno, di ruolo centrocampista, tecnico del Bashundhara Kings.

## Carriera

### Giocatore
Ha cominciato a giocare nella squadra della propria città natale, il Drobeta-Turnu Severin. Nel 1990 è passato al Corvinul Hunedoara. Nel 1992 si è trasferito in Marocco, all'Olympique Casablanca (che nel 1995 si è fuso con il Raja Casablanca). Nel 1996 si è accasato al Maghreb Fès. Nel 1998 è tornato in Romania, al Drobeta-Turnu Severin, con cui ha concluso la propria carriera nel 2000.

### Allenatore
Comincia la propria attività di allenatore nel 2008, guidando l'Al-Ittihad Aleppo. Il 14 settembre 2009 diventa allenatore del Drobeta-Turnu Severin. Alla fine del 2009 interrompe il rapporto con la società. Nell'estate 2009 torna ad allenare l'Al-Ittihad Aleppo. Mantiene l'incarico fino all'8 dicembre 2010. Il successivo 21 dicembre viene nominato commissario tecnico della Nazionale siriana, che guida alla Coppa d'Asia 2011. Seguirà una breve esperienza all'Al-Shorta. Nell'agosto 2011 viene chiamato ad allenare l'Al-Naser. Il 18 settembre 2011 diventa allenatore dello Sharjah. Nell'estate 2012 diventa allenatore dell'Al-Faisaly. Nel 2013 viene chiamato ad allenare il Safa Beirut. Nel 2015, dopo una breve esperienza con l'Al-Orobah, viene chiamato ad allenare il Nejmeh. Mantiene l'incarico fino all'ottobre 2016.

## Palmarès

### Giocatore

#### Club

##### Competizioni nazionali
- Campionato marocchino: 2

Olympique Casablanca: 1993-1994
Raja Casablanca: 1995-1996
- Coppa del Marocco: 1

Raja Casablanca: 1995-1996

##### Competizioni internazionali
- Coppa delle Coppe araba: 2

Olympique Casablanca: 1993, 1994

### Allenatore

#### Club

##### Competizioni nazionali
- Coppa del Libano: 1

Nejmeh: 2016
- Elite Cup del Libano: 1

Nejmeh: 2016
- Supercoppa del Libano: 2

Safa Beirut: 2013
Nejmeh: 2016

##### Competizioni internazionali
- Coppa dell'AFC: 1

Al-Ittihad Aleppo: 2010